# Compluvio

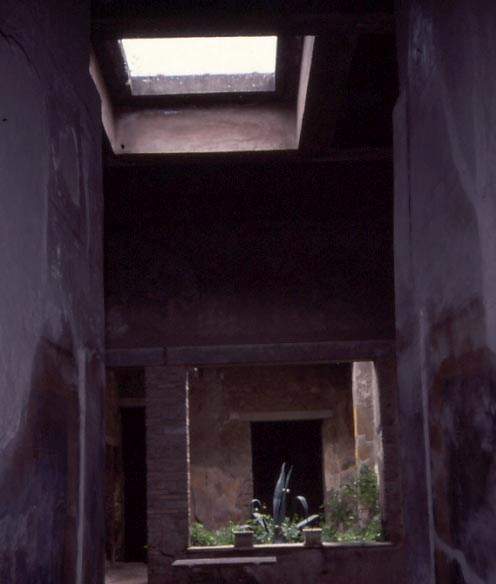
Compluvium de una casa de Pompeya

El compluvio (del latín compluvium)  era una apertura realizada en el techo del vestíbulo de la antigua vivienda aristocrática (domus) de los griegos, etruscos y romanos, para conducir el agua de lluvia recibida hasta el impluvium.
El compluvium consistía en una simple abertura rectangular practicada en el centro del techo de los domus (el atrio) para permitir la entrada de la luz solar que iluminaba con su reflejo las habitaciones adyacentes y que a su vez servía de entrada del agua de lluvia que era recogida en el impluvium. También servía para favorecer la ventilación de las habitaciones.
El compluvium se aguantaba por vigas apoyadas en las paredes y protegía la periferia del atrio. Esta apertura en un principio servía para dar salida al humo de las hogueras realizadas en la vivienda, pero más tarde se utilizó para dar luz, aire y al agua que discurría por las cuatro vertientes inclinadas del techo hacia dentro, conduciéndola hasta el impluvium.